# Гейтърсбърг
Гейтърсбърг (на английски: Gaithersburg) е град в щата Мериленд, САЩ. Гейтърсбърг е с население от 68 710 жители (по приблизителна оценка от 2017 г.), което го прави втори по население в щата му. Площта му е 26,3 кв. км. Намира се в часова зона UTC-5. на 106 м н.в. Телефонният му код е 301. Районът му е заселен през 1765 г., основан е през 1802 г., а получава статут на град през 1878 г.